# 北港溪鐵橋
北港溪鐵橋，又名復興鐵橋或復興橋，是一座工字梁組合鋼梁與下承式鋼鈑梁橋混合型式的橋梁，於台灣日治時期興建並於國民政府時代改建與延建，位於台灣雲林縣北港鎮與嘉義縣新港鄉交界之北港溪上，分別為雲林縣與嘉義縣的歷史建築，目前停用廢棄而且已遭洪水沖斷中間部位。

## 歷史沿革

### 日本時代
北港溪橋原是一座木造橋樑，係日本時期為了方便火車運輸甘蔗至北港糖廠，由北港製糖會社於1909年開工興建北港至嘉義間北港線糖業鐵路，1911年8月30日通車，一併啟用北港溪木造橋，全長220公尺。
1915年東洋製糖會社承接北港製糖會社之事業，1917年開辦客運業務，行駛旅客列車。1927年，東洋製糖併入大日本製糖，1943年北港至灣仔內間北港溪木橋沖毀，當時正有列車經過遂翻落溪中，造成數十死傷，為糖業鐵路客運史上最慘重的事故。斷橋後，在溪南設立「假北港臨時乘降場」（位於東石郡六腳庄崙子）作為應急，戰後改稱「南北港車站」。

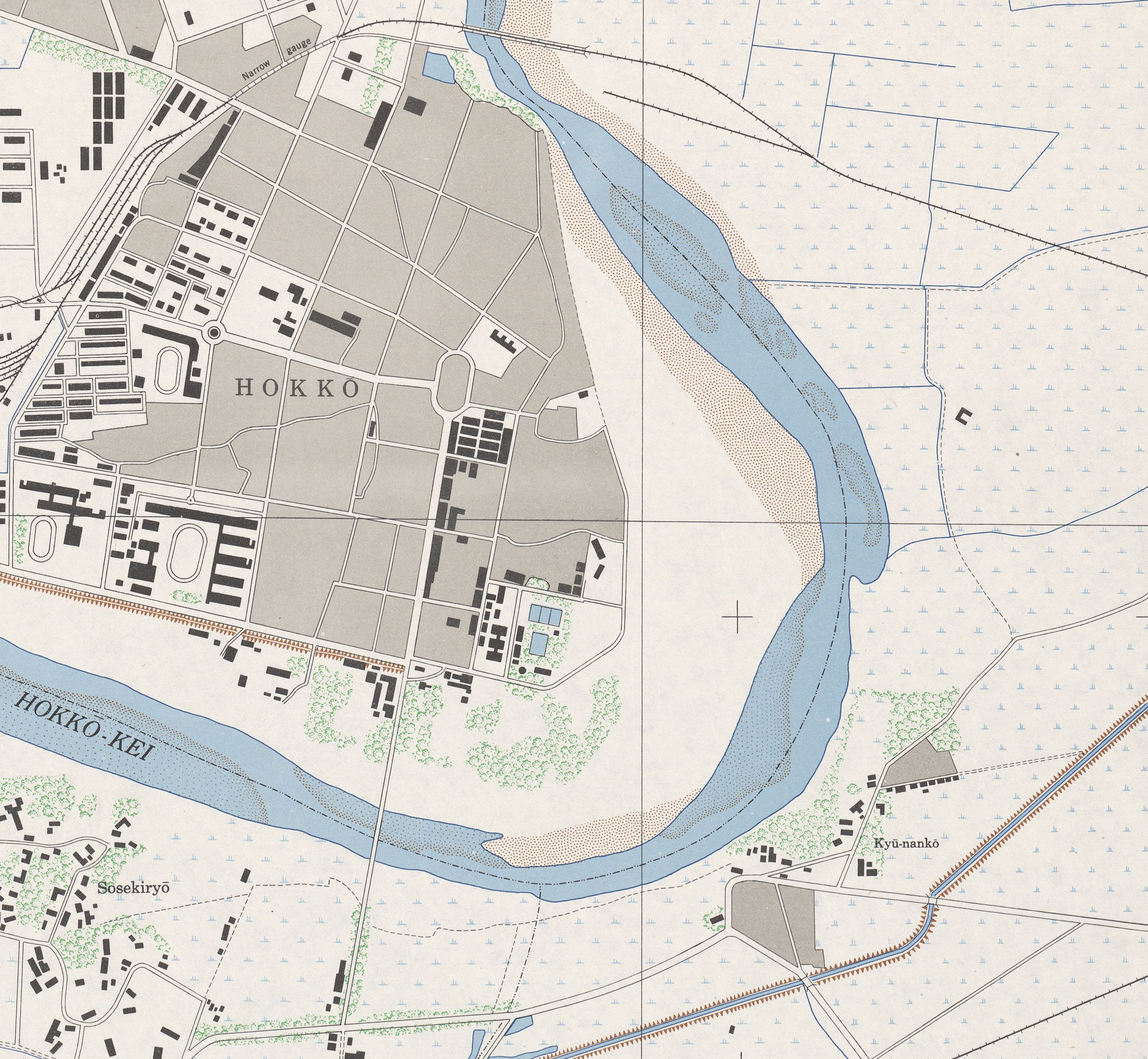
二戰末期美軍測繪的北港地圖，可見圖面最上方的北港溪鐵橋。

### 國民政府時代
1945年二戰結束，日人資產由台灣糖業公司（台糖）接收、承襲原有路線。後因民意強烈要求，在1951年修復台灣日治時期後期中斷的北港溪橋，訂名「復興鐵橋」，列車恢復行駛至北港。1967年北港溪整治，於鐵橋東岸興築堤防，於是台糖公司自1968年11月起配合加高北港溪鐵橋並向東延建約600公尺，由虎尾鎮慶生營造廠承包，在1969年6月竣工，橋梁總長變為878公尺，為目前台糖鐵路橋梁長度最長者。1982年8月17日，北港線客運業務停辦，北港溪鐵橋只剩下原料列車及往來台糖南北線的廠際運輸列車行駛。直至1998年，北港糖廠完全終止往東方向的鐵道運輸，北港線停駛，留下這座孤單的北港溪鐵橋矗立在北港溪上。
北港溪鐵橋停用後，台糖在2000年5月打算發包拆除，幸賴地方文史工作者力推保存，終於在2001年10月31日由雲林縣政府公告「北港溪鐵橋」為歷史建築。同年，嘉義縣政府也決議通過將北港溪鐵橋登錄為歷史建築，並於11月28日公告登錄，名為「台糖嘉北線五分仔鐵道暨北港溪鐵橋」。可惜2002年9月12日鐵橋北港端行水區上方數根橋墩遭洪水沖毀，隨即封橋，雖然經有關單位出資修復，但到了2008年，鐵橋又慘遭颱風辛樂克再遭遇洪水侵襲。2022年中央政府核定1億8000萬元支援北港鐵橋重建暨修復工程，2023年5月9日開工，預計2024年10月完工。

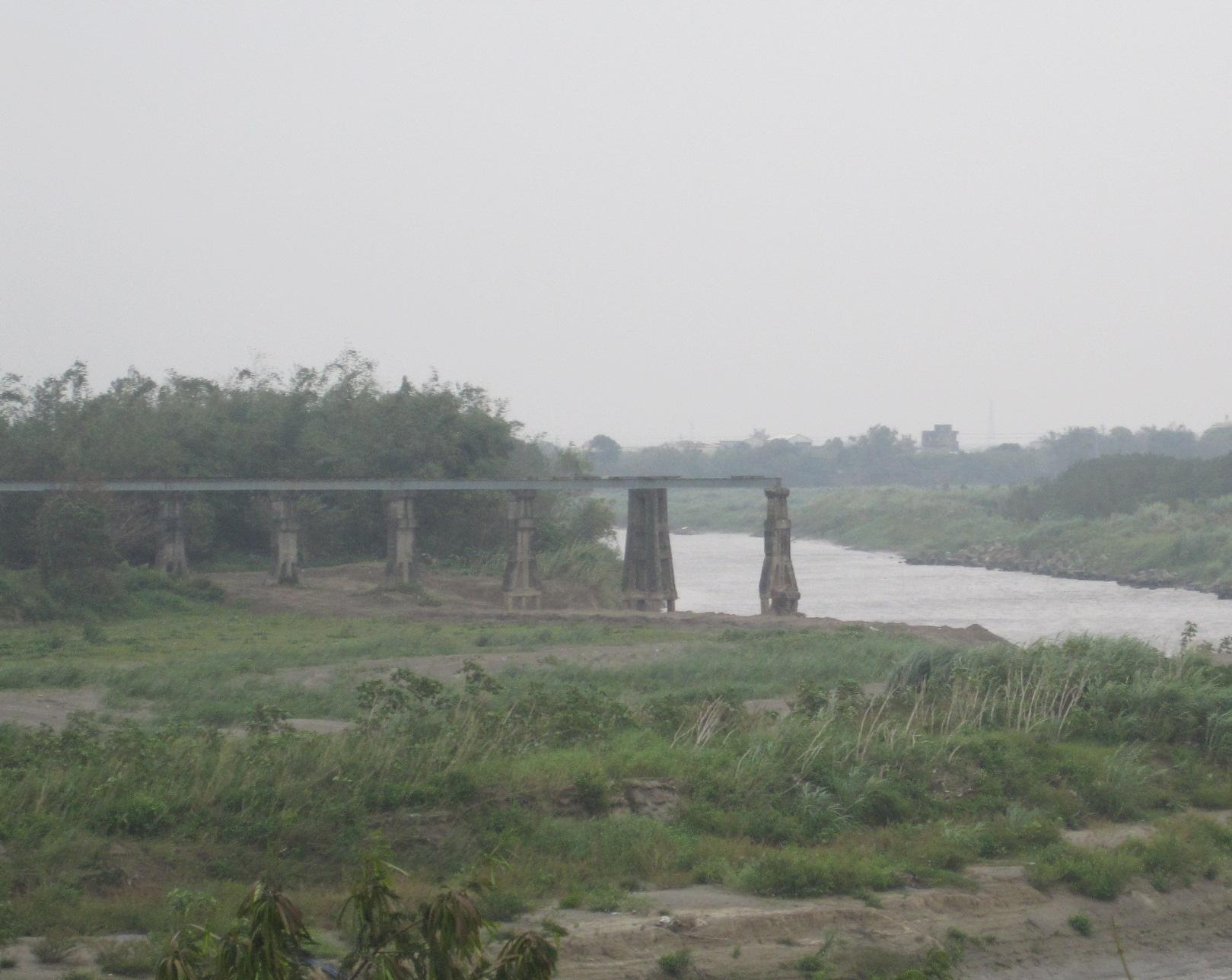
遭洪水沖斷的北港溪鐵橋（嘉義縣端）。
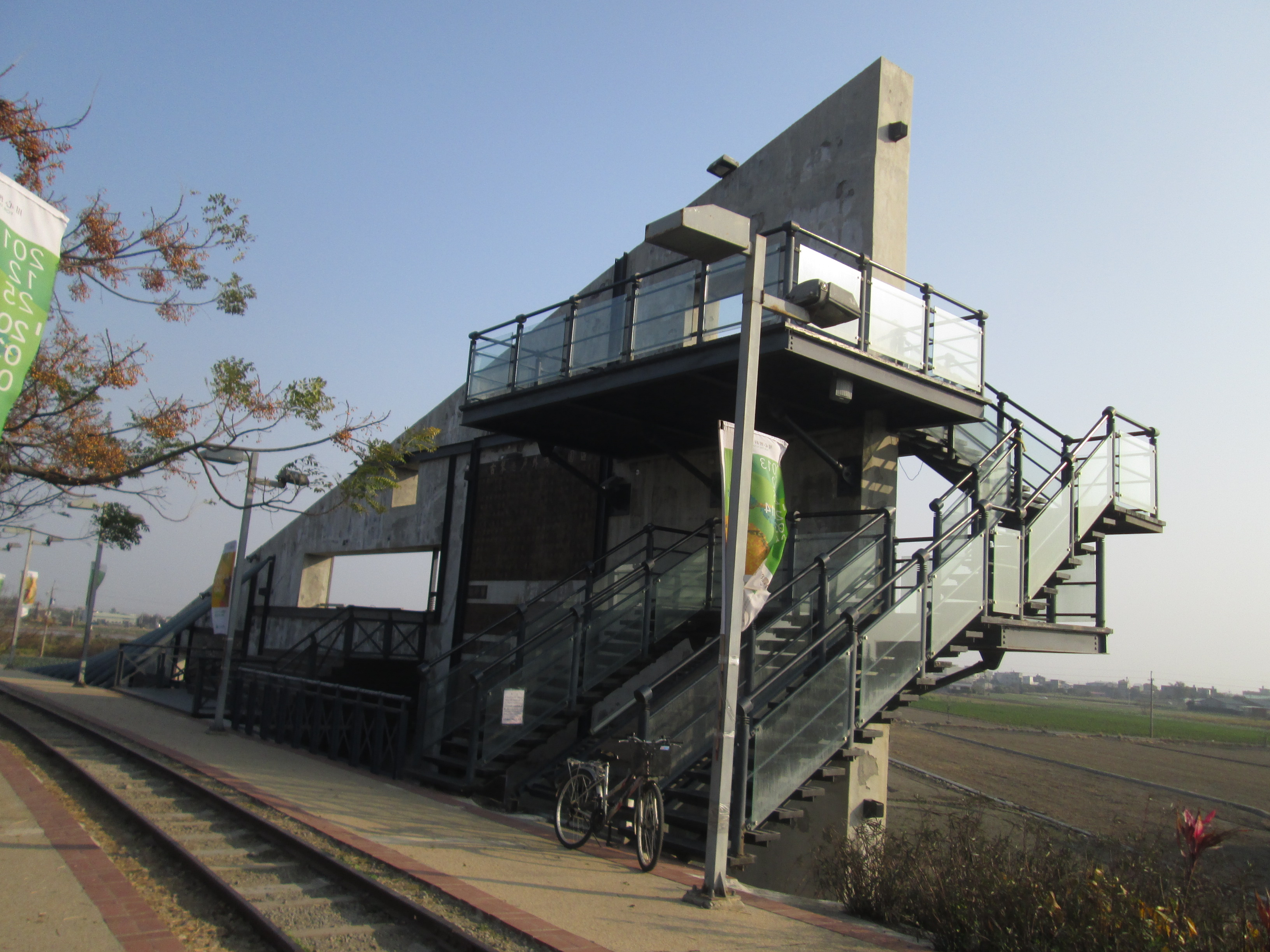
嘉義縣新港鄉端鄰接北港溪鐵橋的古笨港戶外考古園區展望台。
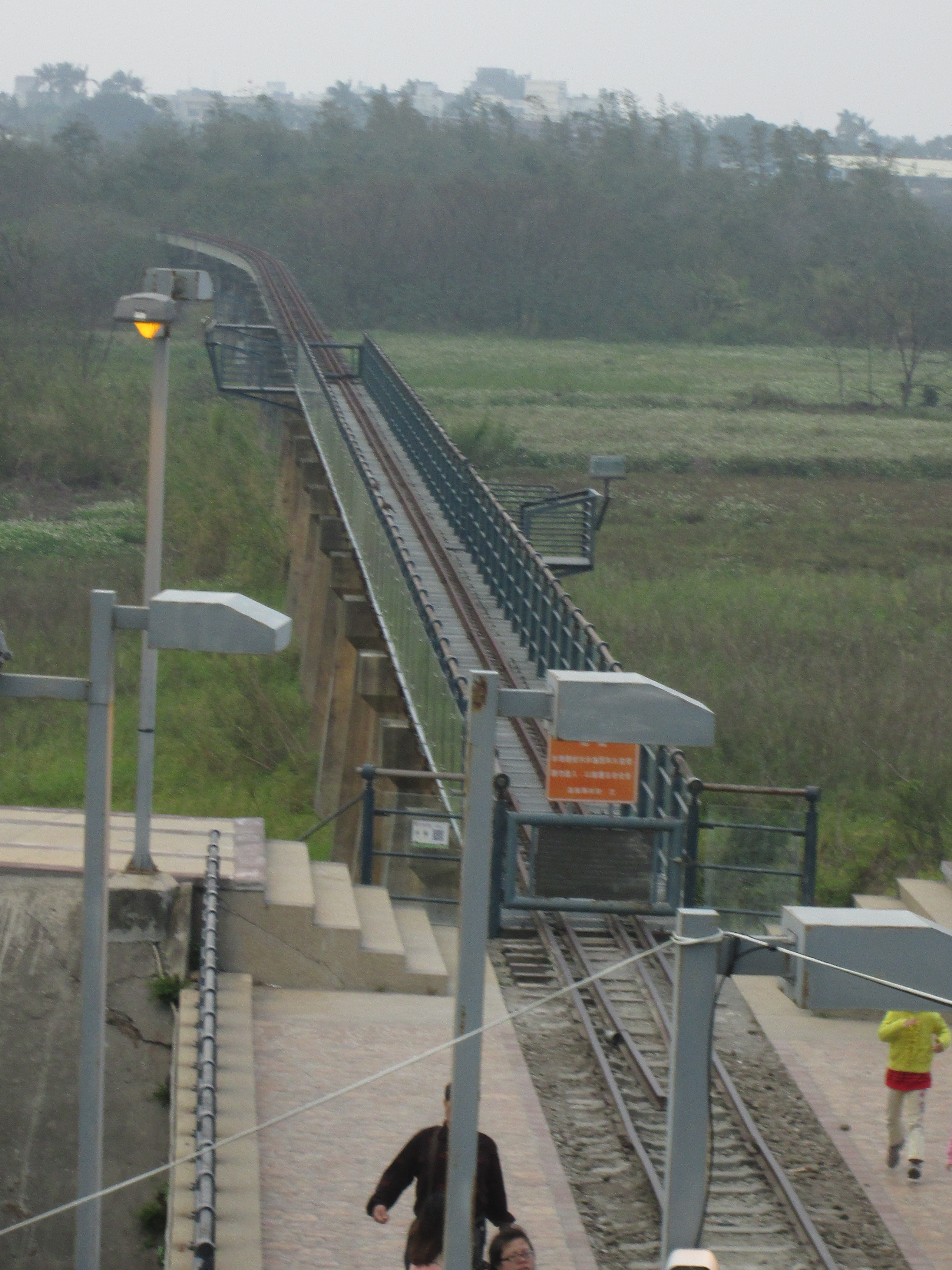
由嘉義縣新港鄉古笨港戶外考古園區展望北港溪鐵橋。
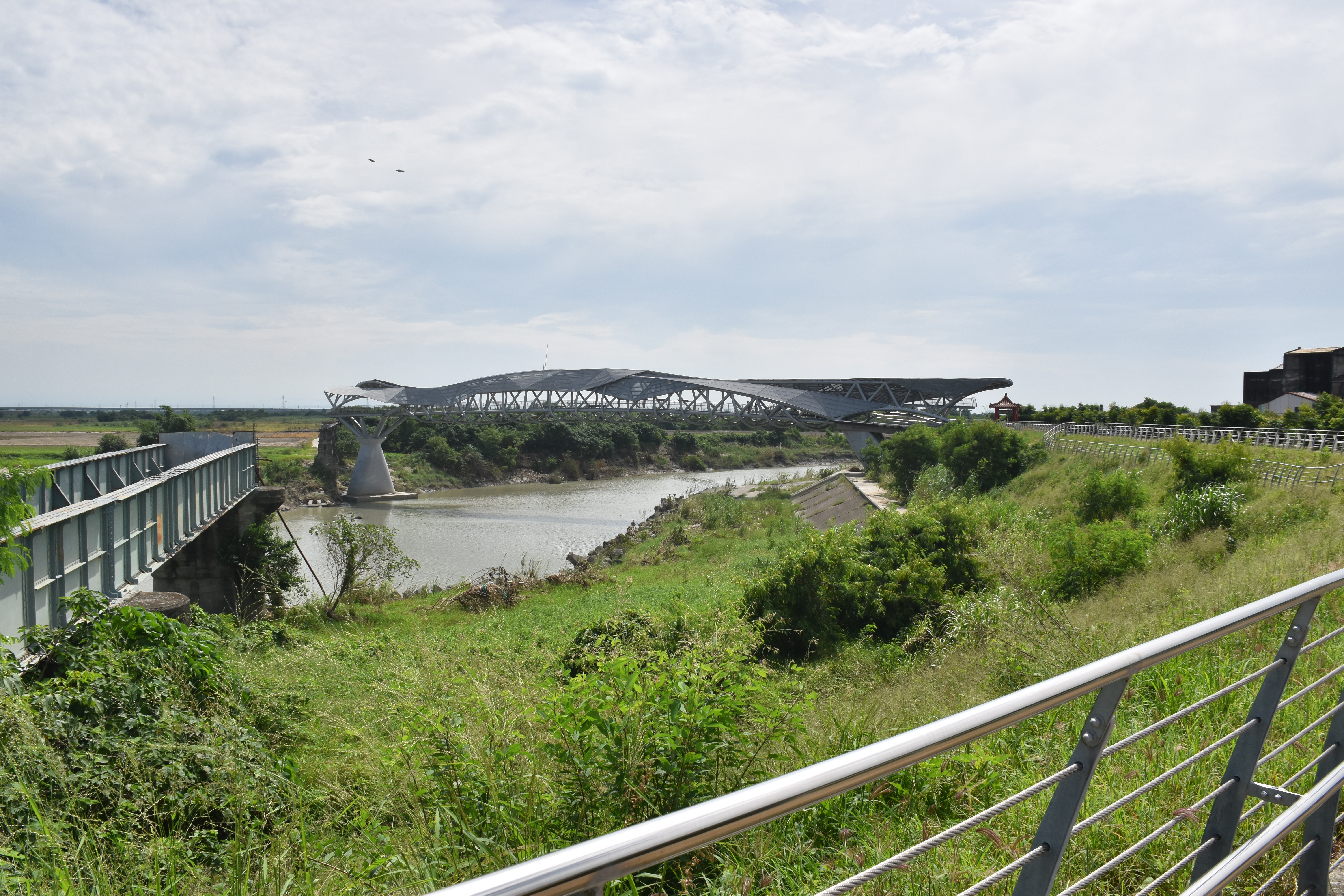
雲林縣北港鎮端的北港女兒橋（中央）及北港溪鐵橋（左側）。
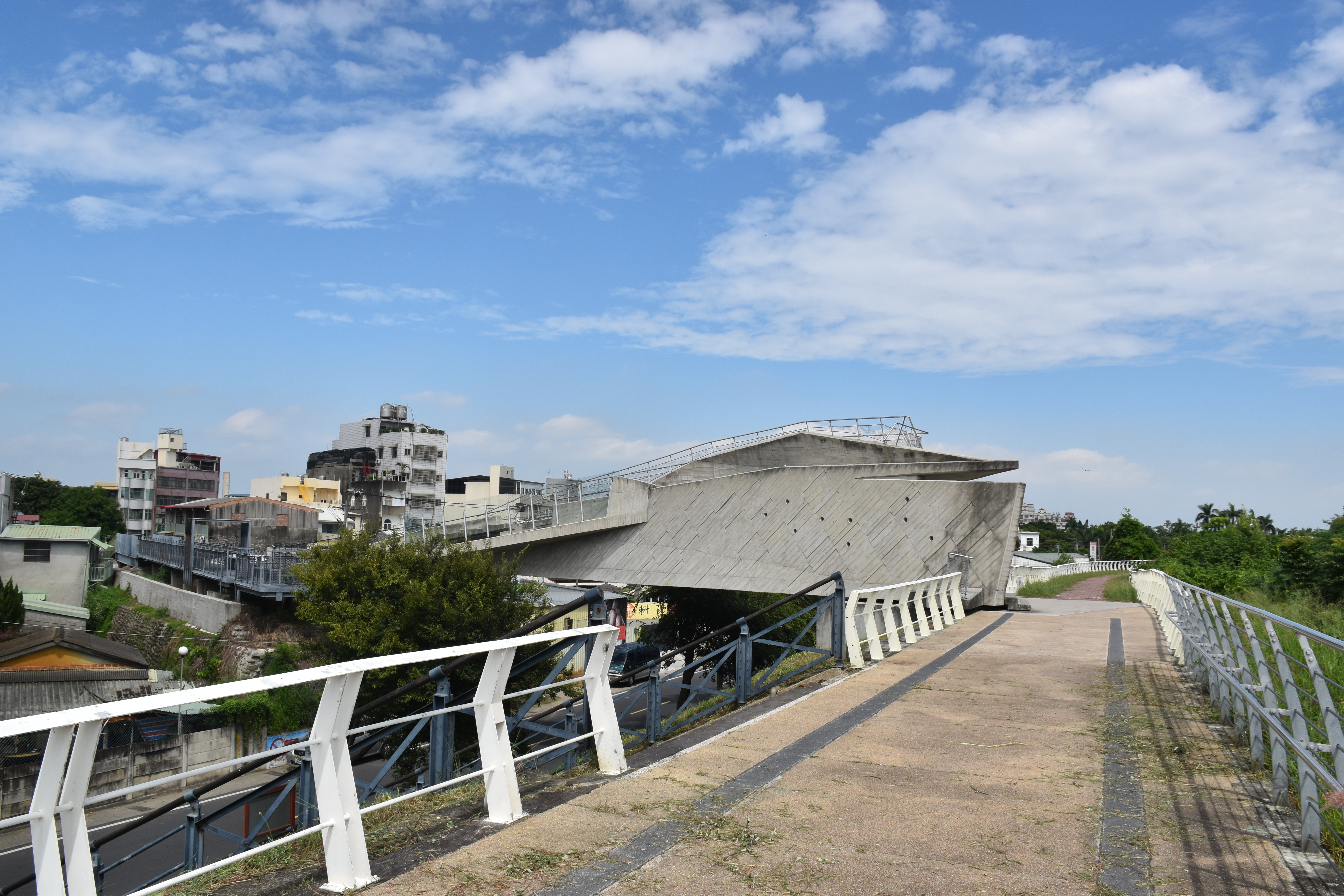
北港天空之橋

## 建築特徵
北港溪鐵橋共有76座橋墩，包含RC排架式橋墩74座、重力式橋墩2座（靠近北港端）。排架式橋墩又分為A字型單數排架墩（53座，靠新港端）、三基樁型單數排架墩、複數排架墩（第63、68、73號橋墩）等等型式。
鐵橋的上部結構則有工字樑組合鋼樑74孔、下承式鋼鈑梁2孔，分別為1951年及1969年橋梁重建及延長改建時架設。本橋結構較為特別的是靠近北港端的下承式鋼鈑梁橋孔，為台糖鐵路橋梁所少見，尤以北港端起算之第2橋孔鈑梁，其側面尚保有製造銘版，標示「PATENT SHAFT & AXLETREE Co Ld ENGINEERS 1899 WEDNESBURY」英文字樣。該鈑梁為英國製造，原先使用於台鐵，淘汰後轉售予台糖公司，改造為下承式鈑梁並架設於北港溪鐵橋。
由於北港溪鐵橋在1969年向東側（新港端）延長，延建之前的鐵道路線原本即為彎道，因此，鐵橋延長後，形成弓形彎曲橋梁，亦屬少見。

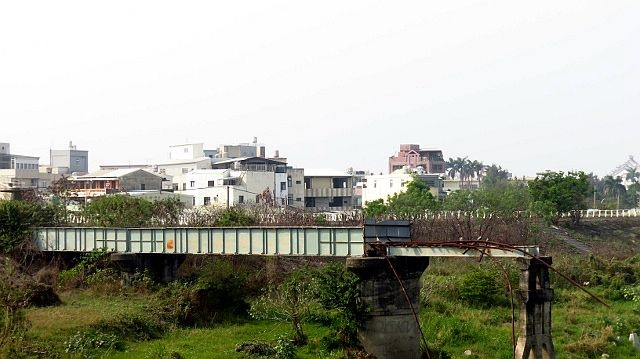
雲林縣境北港溪鐵橋前兩個橋孔為下承式鋼鈑樑橋與混凝土重力式橋墩，其鋼鈑梁是台鐵淘汰下來的二手貨[4][13]。
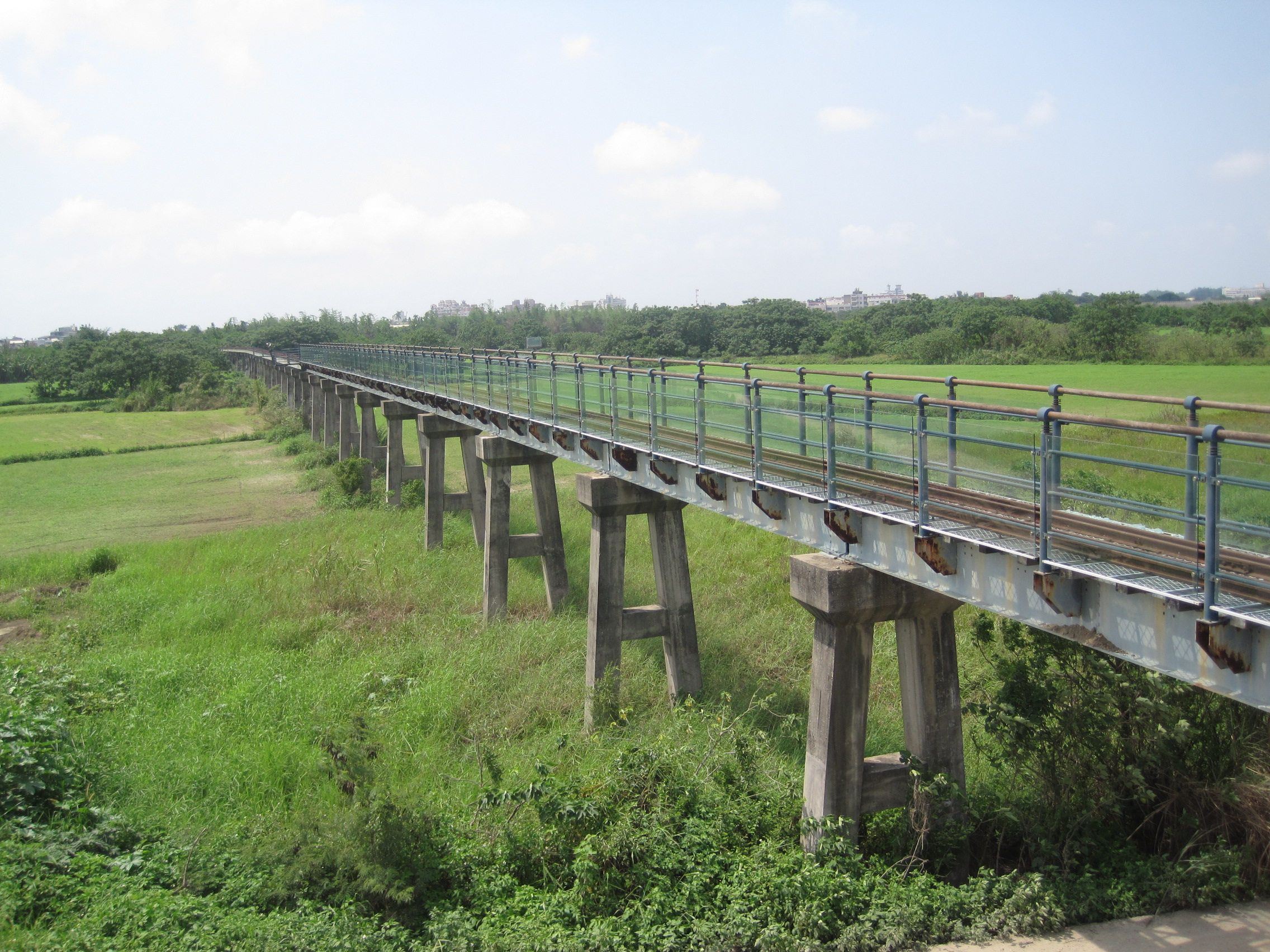
嘉義縣境的北港溪鐵橋結構為上承式工字樑組合鋼樑及混凝土排架橋墩。

## 周遭景點
- 北港女兒橋
- 北港朝天宮
- 北港義民廟
- 北港自來水廠
- 北港觀光大橋
- 北港老街
- 新港鐵路公園
- 新港奉天宮

## 外部連結
- 北港溪鐵橋- 雲林縣政府文化處
- 新港台糖復興鐵橋 （页面存档备份，存于） – 嘉義縣政府文化觀光局